# Beirneola anita
Beirneola anita är en insektsart som beskrevs av Fowler 1900. Beirneola anita ingår i släktet Beirneola och familjen dvärgstritar. Inga underarter finns listade i Catalogue of Life.